# 살바토르 로사역
살바토르 로사 (Salvator Rose) 역은 이탈리아 나폴리 지하철 1호선의 역이다. 2001년 4월 문을 열었으며, 살바토르 로사 로에 위치해 있다. 디자이너 알레산드로 멘디니가 역 설계를 맡았고 나폴리 아트 스테이션 프로젝트의 일환으로 역내에 예술착품이 설치되어 있다.

## 시설
이 역에는 다음과 같은 시설이 있다.
- 매표기

## 환승
- 버스 정류장